# Tulare County
Tulare County is een van de 58 county's in de Amerikaanse deelstaat Californië. Ze ligt in het zuiden van de San Joaquin Valley en omvat het oostelijk deel daarvan tussen Fresno County in het noorden en Kern County in het zuiden. In het westen ligt Kings County, dat in 1893 ontstond uit delen van Tulare County. Verder beslaat de county de westelijke flanken van het Sierra Nevada-gebergte, waar het Sequoia National Park ligt. Ook delen van Kings Canyon National Park en Giant Sequoia National Monument liggen in Tulare County.
De county telde in 2010 zo'n 442.000 inwoners, waarvan het grote merendeel in de vallei woont. De hoofdplaats en grootste stad in Tulare County is Visalia, waar 28% van de bevolking woont. Andere grotere plaatsen zijn Tulare en Porterville. Zoals andere county's in het zuiden van de Central Valley telt Tulare County een groot aandeel inwoners van Latijns-Amerikaanse afkomst (60% in 2010).

## Geografe
De county heeft een totale oppervlakte van 12.533 km², waarvan 39 km² of 0,31% water is.

### Aangrenzende county's
- Kern County - zuiden
- Kings County - westen
- Fresno County - noorden
- Inyo County - oosten

### Steden en dorpen
| - Alpaugh - Cutler - Dinuba - Ducor - Earlimart - East Orosi - East Porterville - Exeter - Farmersville - Goshen - Ivanhoe - Lemon Cove - Lindsay - London - Orosi | - Pixley - Poplar-Cotton Center - Porterville - Richgrove - Springville - Strathmore - Terra Bella - Three Rivers - Tipton - Traver - Tulare - Visalia - Woodlake - Woodville |